# New York City Department of Transportation

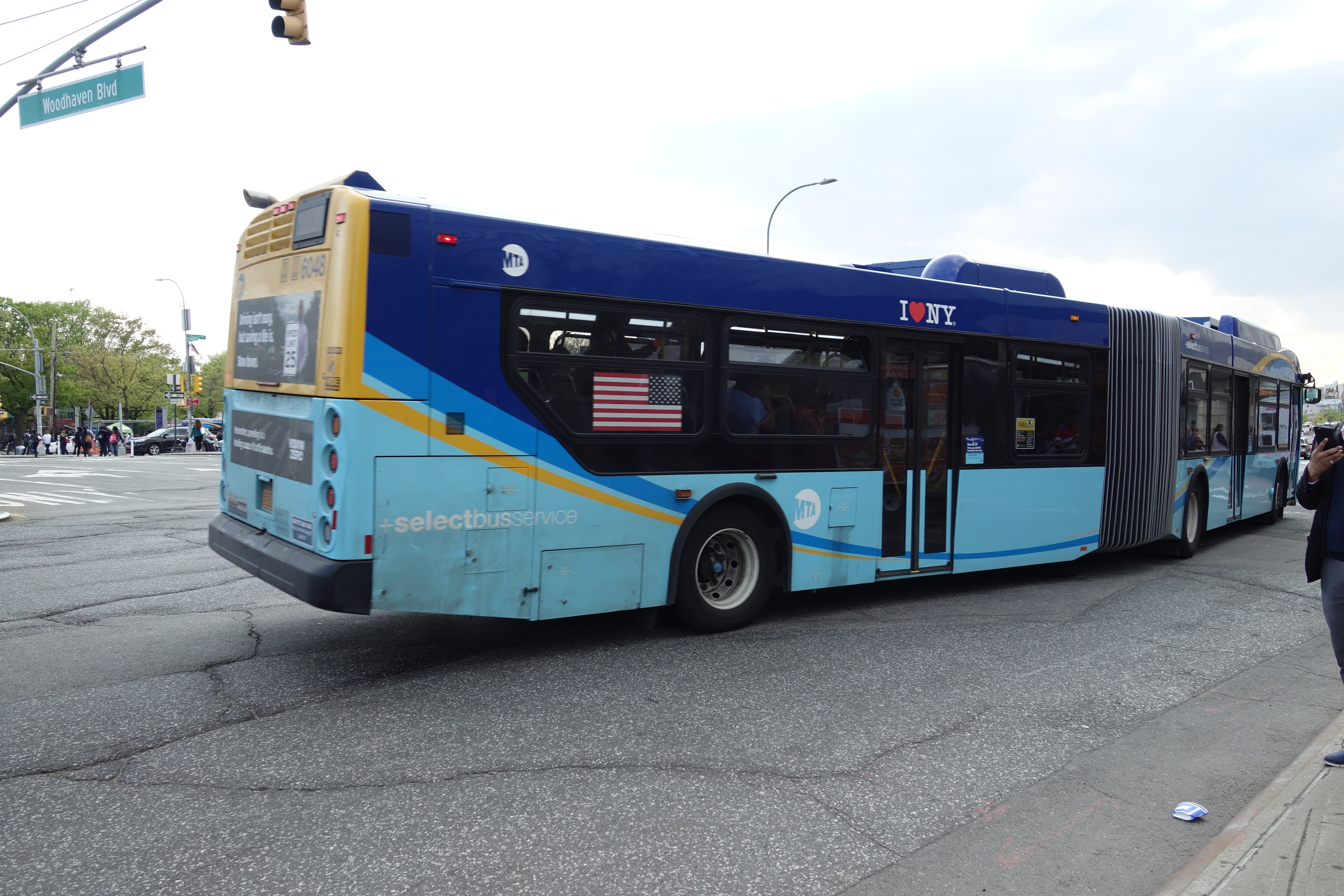
Un bus Q53 SBS à destination de Woodside tournant vers l'ouest de Woodhaven Boulevard sur Queens Boulevard en face du Queens Center à Elmhurst, Queens. Plusieurs choses à noter, y compris la crasse sur le côté du bus et la publicité pour le programme vision zéro du NYCDOT à l'arrière du bus.

Le New York City Department of Transportation (NYCDOT ou DOT) est le département municipal de la ville de New York responsable de la gestion, de la construction et de l'entretien de la voirie.
Son action s'articule à la fois autour de l'entretien quotidien, la gestion, l'évolution et la conservation du patrimoine de voirie tels que les rues, les ponts, les tunnels et les voies piétonnes, l'installation et la maintenance de la signalisation (feux tricolores), des panneaux de signalisation et de l'éclairage public.
Le DOT supervise les travaux de rénovation de la chaussée et des rues, l'installation et la maintenance des parcomètres, et la gestion d'un réseau d'espaces de stationnement. 
Le DOT est par ailleurs chargé de l'exploitation du ferry de Staten Island.